# Marsopstraße 14 (München)

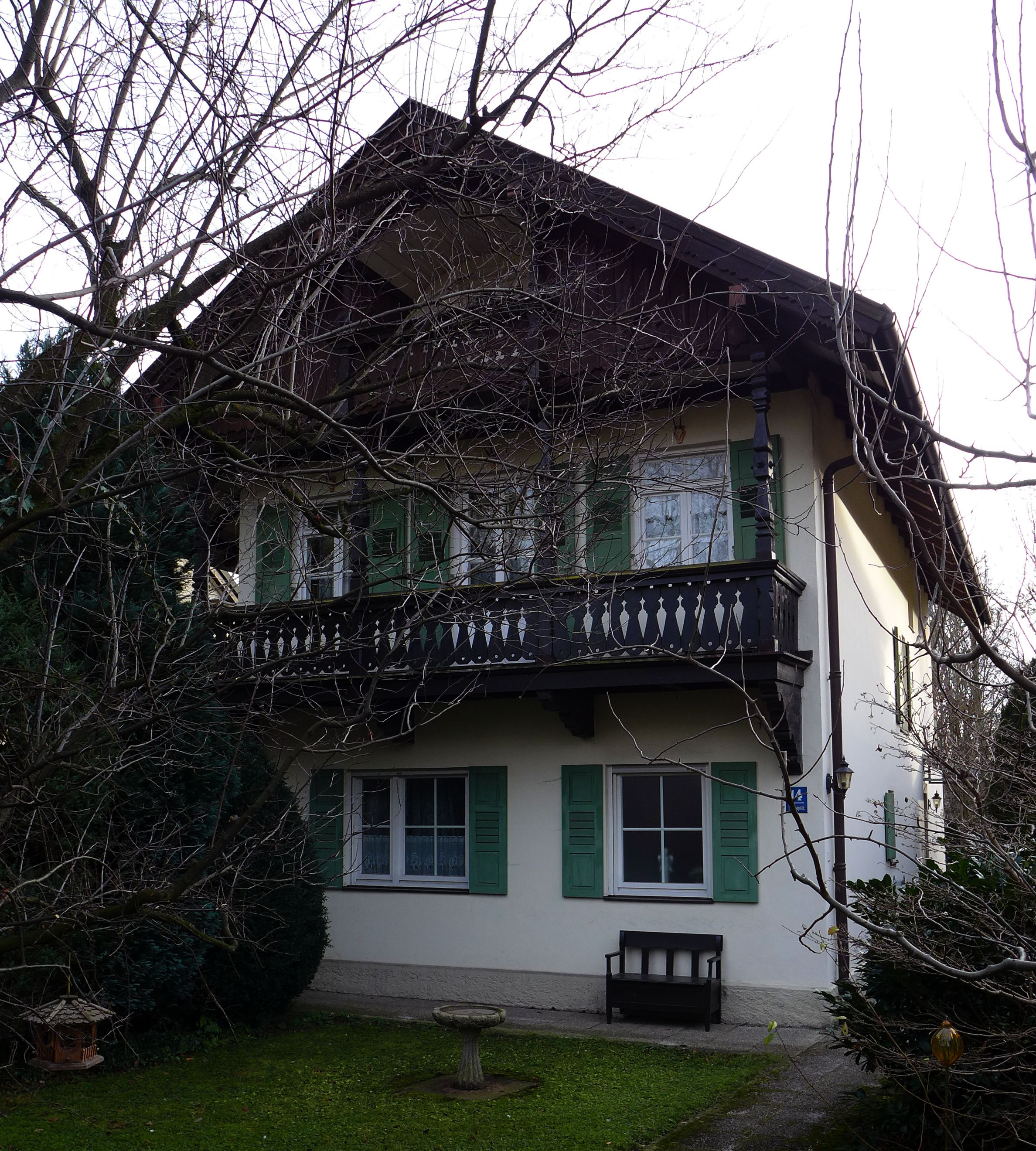
Villa Marsopstraße 14 im Stadtteil Obermenzing von München

Das Gebäude Marsopstraße 14 im Stadtteil Obermenzing der bayerischen Landeshauptstadt München wurde um 1895 errichtet. Die Villa, die zur Erstbebauung der Villenkolonie Pasing I gehört, ist ein geschütztes Baudenkmal.
Der giebelständige zweigeschossige Satteldachbau im Landhausstil mit Holzbalkonen und verschaltem Giebel wurde vom Büro August Exter errichtet. Er entspricht einem Typus aus dem Häuserkatalog des Büros und wurde vielfach variiert verwendet (siehe auch: Marsopstraße 12 und Marsopstraße 22).